# Елевтеріо Фернандес Відобро
Елевтеріо Фернандес Відобро (ісп. Eleuterio Fernández Huidobro), також відомий за прізвиськом «Ель Ньято» (ісп. El Ñato 14 березня 1942, Монтевідео, Уругвай — 5 серпня 2016, там само) — уругвайський лівий політичний діяч, письменник і публіцист. Друга людина в керівництві Тупамароса. Міністр оборони Уругваю в (2011 — 2016).

## Життєпис
Здобув освіту в Ліцеї і коледжі Святої Марії в барріо Монтевідео Ла-Бланкеада. Після цього в 1965 став одним із засновників руху Тупамарос. 
8 жовтня 1969 заарештований під час акції протесту в Пандо, а в 1971 втік з в'язниці разом з ще 110-ма ув'язненими. 
14 квітня 1972 знову заарештований і наступні 12 років провів у в'язниці.
У 1999 став сенатором республіки від департаменту Канелонес. У 2004 переобраний на другий термін. На Загальних виборах 2009 року втретє став сенатором, проте в травні 2011  залишив орган через розбіжності з лінією Широкого фронту з приводу законодавства, що стосується закону про амністію.
Після відставки Луїса Росадільї 26 липня 2011 Президент Хосе Мухіка був призначений на пост Міністра оборони Уругваю. 
З Мухікою Відобро був пов'язаний багатьма десятиліттями спільної боротьби в русі Тупамарос. Після переобрання на посаду президента Табаре Васкеса перепризначений на міністерський пост.
Одночасно продовжував займатися громадською діяльністю, журналістикою і письменницькою діяльністю. У 1986 публікував статті в журналі Тупамароса "Mate amargo", також входив до Ради директорів газети "La República".